# N-S 62b Studna
N-S 62b Studna je samostatný pěchotní srub těžkého opevnění, který byl součástí pevnostního systému předválečné Československé republiky. Nachází se v katastru obce Borová, v lese jižně od vesnice, v nadmořské výšce 628 m. Jeho pravým sousedem je srub N-S 62a Cesta (vzdálený 164 m), levým N-S 63 Louka (vzdálený 371 m). N-S 62b je samostatný, jednostranný, levokřídlý, dvoupodlažní pěchotní srub, postavený v II. stupni odolnosti.

## Historie
Byl postaven v roce 1938 v režii ŽSV Náchod v rámci stavebního podúseku 6. / V. – Borová. Při vytyčování objektů tohoto úseku byl původně uvažovaný oboustranný pěchotní srub N-S 62 z taktických důvodů vzhledem ke konfiguraci terénu rozdělen a místo něj postavena dvojice jednostranných objektů N-S 62a a N-S 62b. Pěchotní srub N-S 62b byl vybetonován ve dnech 16. - 19. srpna 1938.
Stavební zajímavostí tohoto objektu je zkosená hrana diamantového příkopu. V objektu měli být umístěni čtyři dělostřelečtí pozorovatelé.
V době Mnichovské dohody byl objekt ve stavu krátce po betonáži. Na objektu nebyly provedeny vnitřní a vnější omítky ani vnitřní cihlové příčky, nebyl osazen zvon a jen částečně byly provedeny zemní úpravy okolí objektu.
Po odstoupení pohraničí zůstal objekt spolu se sousední linií na československém území na Náchodsku. Za německé okupace byly vytrženy střílny hlavních zbraní a čelní a pravá stěna objektu byla silně postižena zkušebním postřelováním německou armádou, došlo zde i k průstřelům stěn.
V roce 2005 byl objekt uzavřen a rozsáhle rekonstruován. Roku 2006 byla osazena maketa zvonu, v roce 2007 maketa střílny M, v roce 2008 byly opraveny stěny poškozené zkušebním ostřelováním, roku 2010 byla osazena maketa střílny L1. Kolem roku 2015 byly doplněn zemní zához kolem celé čelní a pravé stěny, který přiblížil objekt jeho plánované podobě.

## Výzbroj
hlavní zbraně na levé straně
- zbraň L1 (4cm kanón vz. 36 spřažený s těžkým kulometem vz. 37)
- zbraň M (dva spřažené těžké kulomety vz.37 ráže 7,92 mm)

další výzbroj
- 3 zbraně N (lehké kulomety vz. 26) k ochraně střílen hlavních zbraní a prostoru před vchodem
- 1 zbraň N v pancéřových zvonech určené k ochraně okolí objektu
- 2 granátové skluzy

## Okolní objekty
- N-S 62a Cesta
- N-S 63 Louka